# 11번째 희생자
《11번째 희생자》(11th Victim)는 미국에서 제작된 조나단 카프란 감독의 1979년 드라마 영화이다. 베스 암스트롱 등이 주연으로 출연하였고 마티 캐츠 등이 제작에 참여하였다.

## 출연

### 주연
- 베스 암스트롱
- 맥스 게일

### 조연
- 해롤드 굴드
- 파멜라 러드윅
- 데이빗 헤이워드
- 아나제트 체이스
- 존 행콕
- 딕 밀러
- 마릴린 존스
- 마이클 카바노
- 해리 노더프
- 알프레드 데니스
- 미쉘 다우니
- 존 크레이머
- 카시 레몬즈
- 윌리엄 H. 버튼
- 이네스 페드로자
- 페르난도 에스칸던

## 기타
- 협력프로듀서: 조나단 하즈